# ジョルジア・モル
ジョルジア・モル（Giorgia Moll、1938年1月14日 - ）は、イタリアの女優、歌手である。

## 人物・来歴
イタリアのフリウリ＝ヴェネツィア・ジュリア州ポルデノーネ県プラータ・ディ・ポルデノーネで生まれる。
1955年、17歳のときにジュゼッペ・ベナーティ監督の『女に冗談を言うな』、カルロ・リッツァーニ監督の『くぎぬき』に出演して、映画界にデビューした。1958年には、ジョセフ・L・マンキウィッツ監督のアメリカ映画『静かなアメリカ人』に出演した。1963年には、イタリアでロケーション撮影を行ったジャン＝リュック・ゴダール監督の『軽蔑』、ジョゼ・ベナゼラフ監督の『湖のもだえ』にも出演した。
1960年代には歌手としても活動し、EP盤も出している。この中ではピエロ・チャンピ (Piero Ciampi) が作詞した1963年の Ballata per un amore perduto (Ballade a Sylvie)/Nato in settembre がよく知られている。
1970年以降は映画から遠ざかっていたが、46歳になる1984年にアルベルト・ソルディの監督作で1作のみ復帰した。現在は写真家である。

## おもなフィルモグラフィ
- 女に冗談を言うな (Non scherzare con le donne) : 監督ジュゼッペ・ベナーティ、1955年
- くぎぬき (Lo svitato) : 監督カルロ・リッツァーニ、1955年
- 我は我が恋をつらぬく : 監督ジュリオ・マッキ、1956年
- わが息子暴君ネロ (Mio figlio Nerone) : 監督ステーノ、1956年
- 乙女の館 : 監督ラルフ・アビブ、1957年
- 都会の結婚 (Mariti in città) : 監督ルイジ・コメンチーニ、1958年
- 静かなアメリカ人 (The Quiet American) : 監督ジョセフ・L・マンキウィッツ、1958年
- 青い海岸 : 監督ヴィットリオ・サラ、1959年
- コザック (Agi murad il diavolo bianco) : 監督ジョルジオ・リヴァルタ、1959年
- 快傑白魔 : 監督リカルド・フレーダ、1959年
- サビーヌの掠奪 (Il Ratto delle sabine) : 監督リシャール・ポティエ、1960年
- くち紅 : 監督ダミアーノ・ダミアーニ、1960年
- バグダッドの盗賊 (Il ladro di Bagdad) : 監督アーサー・ルービン、1961年
- 軽蔑 : 監督ジャン＝リュック・ゴダール、1963年
- 孤島の男と女 : 監督モートン・ダコスタ、1963年
- 湖のもだえ : 監督ジョゼ・ベナゼラフ、1963年
- 必殺の歓び : 監督セルジオ・ソリーマ、1965年 - エディス役
- 天使の詩 (Incompreso) : 監督ルイジ・コメンチーニ、1966年
- 南から来たスパイ : 監督ルイジ・コメンチーニ、1968年
- ブロンドの罠 (La Blonde de Pékin) : 監督ニコラ・ジェスネル、1967年
- ギャング・ザ・ヒーロー/銃撃の逃避行 : 監督ヘルムート・フォンバッハ、1968年
- Tutti dentro : 監督アルベルト・ソルディ、1984年

## おもなディスコグラフィ
シングル
- Ballata per un amore perduto (Ballade a Sylvie) / Nato in settembre : Ariel, NF 506、1964年
- Sentila...quante bugie / L'amore viene passa e va : Vis Radio, VLMQN 056432、1968年

## 註
1. ↑  Simone Coacci. “Piero Ciampi :: Onda Rock” (イタリア語).   Onda Rock. 2009年7月28日閲覧。